# Bahadurganj
Bahadurganj là một thành phố và là một khu vực quy hoạch (notified area) của quận Kishanganj thuộc bang Bihar, Ấn Độ.

## Địa lý
Bahadurganj có vị trí 26°16′B 87°49′Đ / 26,27°B 87,82°Đ Nó có độ cao trung bình là 51 mét (167 foot).

## Nhân khẩu
Theo điều tra dân số năm 2001 của Ấn Độ, Bahadurganj có dân số 28.224 người. Phái nam chiếm 53% tổng số dân và phái nữ chiếm 47%. Bahadurganj có tỷ lệ 34% biết đọc biết viết, thấp hơn tỷ lệ trung bình toàn quốc là 59,5%: tỷ lệ cho phái nam là 44%, và tỷ lệ cho phái nữ là 22%. Tại Bahadurganj, 21% dân số nhỏ hơn 6 tuổi.